# Sông Meghna

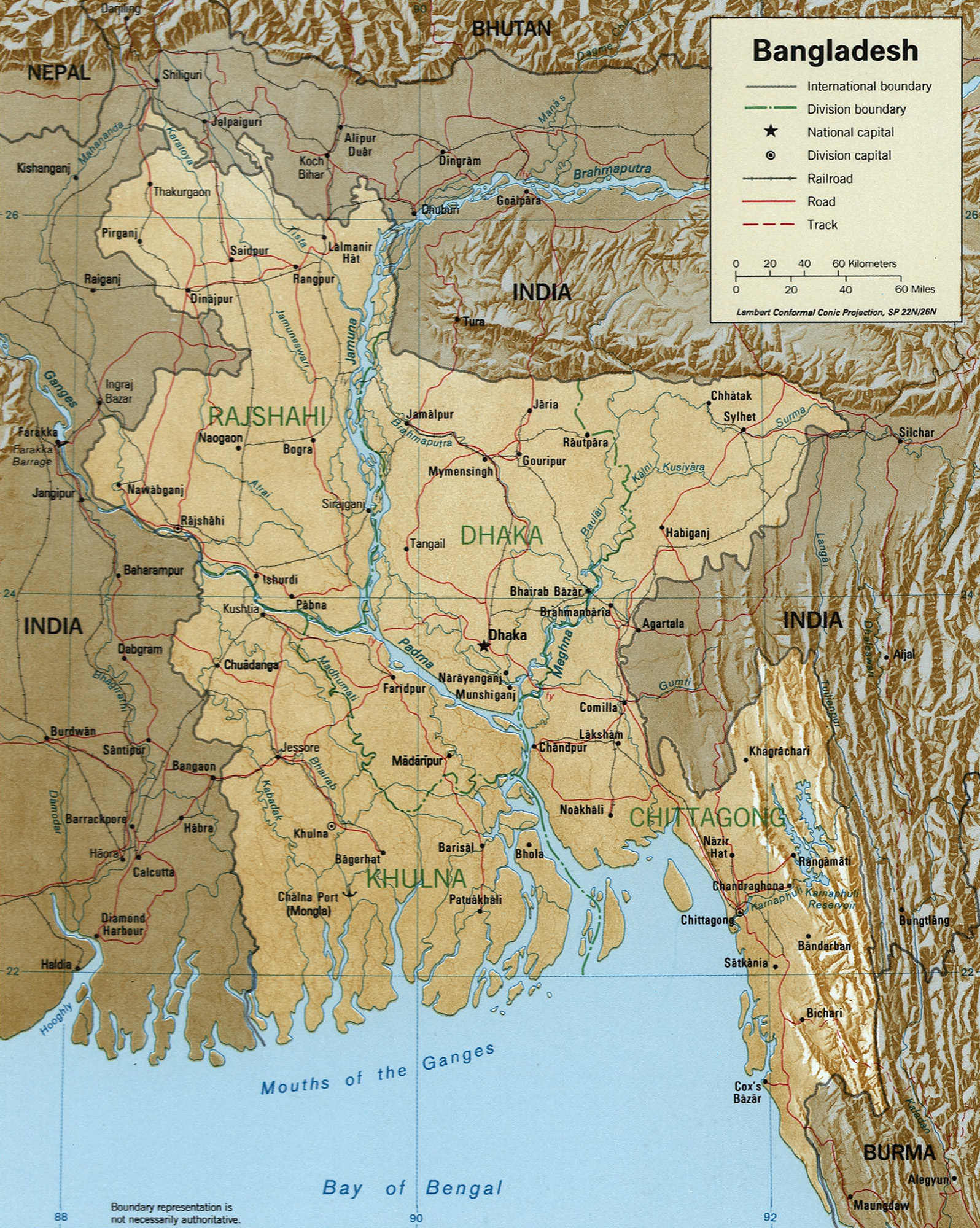
Bản đồ hiển thị các con sông lớn ở Bangladesh bao gồm Meghna.

Sông Meghna (tiếng Bengal: মেঘনা নদী) là một trong những con sông quan trọng nhất ở Bangladesh, một trong ba con sông hình thành đồng bằng sông Hằng, vùng đồng bằng châu thổ lớn nhất trên Trái Đất, chảy ra Vịnh Bengal. Một phần của hệ thống sông Surma-Meghna, Meghna được hình thành bên trong Bangladesh thuộc huyện Kishoreganj phía trên thị trấn Bhairab Bazar, được nhập lại từ hai con sông Surma và Kushiyara, cả hai đều bắt nguồn từ các vùng đồi núi phía đông Ấn Độ như sông Barak. Meghna gặp phụ lưu chính của nó, Padma, ở huyện Chandpur. Các phụ lưu chính khác của Meghna bao gồm Dhaleshwari, Gumti, và Feni. Meghna đổ xuống vịnh Bengal thuộc huyện Bhola thông qua bốn miệng chính, có tên là Tetulia (Ilsha), Shahbazpur, Hatia và Bamni.

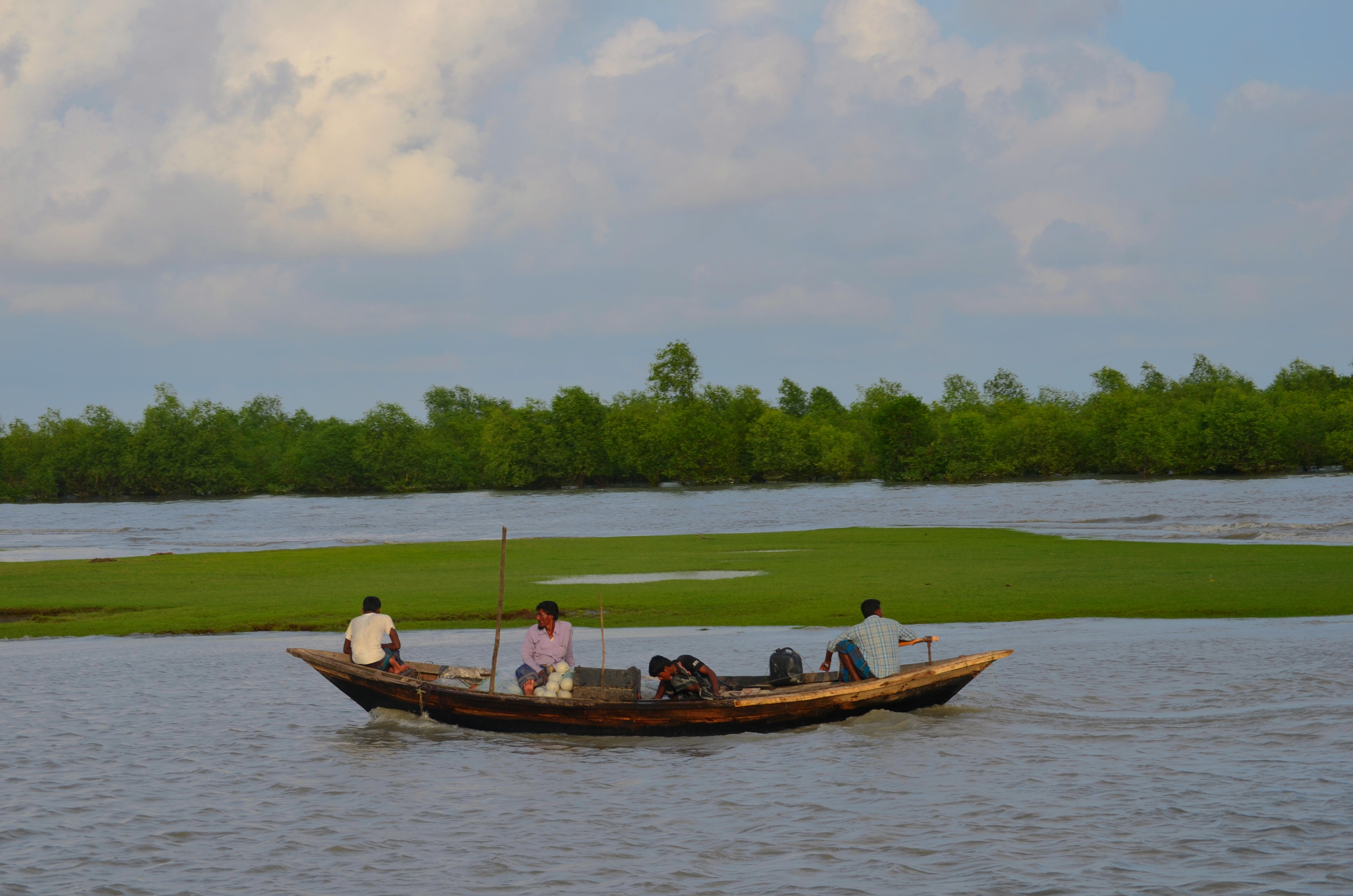
Thuyền ở sông Meghna

Meghna là con sông rộng nhất trong số những con sông hoàn toàn chảy bên trong ranh giới Bangladesh. Tại một điểm gần Bhola, Meghna rộng 12 km. Ở phần dưới của nó, con đường của con sông gần như hoàn toàn thẳng.

## Dòng chảy
Meghna được hình thành bên trong lãnh thổ Bangladesh với sự tham gia của các con sông Surma và Kushiyara có nguồn gốc từ các vùng đồi núi ở phía đông Ấn Độ. Xuống đến Chandpur, Meghna được gọi là Thượng Meghna. Sau khi Padma nhập vào, nó được gọi là Hạ Meghna.
Gần Muladhuli ở huyện Barisal, Sông Safipur là nhánh của Surma mà tạo nên một trong những con sông chính ở Nam Bengal. Rộng 1,5 km, dòng sông này cũng là một trong những khu vực rộng nhất cả nước.
Tại Chatalpar của huyện brahmanbaria, sông Titas phát xuất từ Meghna và sau khi khoanh tròn hai khúc quanh lớn với khoảng cách khoảng 150 dặm , lại nhập vào Meghna gần Nabinagar Upazila. Sông Titas hình thành như một luồng duy nhất, nhưng sau đó chia thành hai luồng khác biệt mà vẫn còn riêng biệt trước khi nhập vào Meghna trở lại.

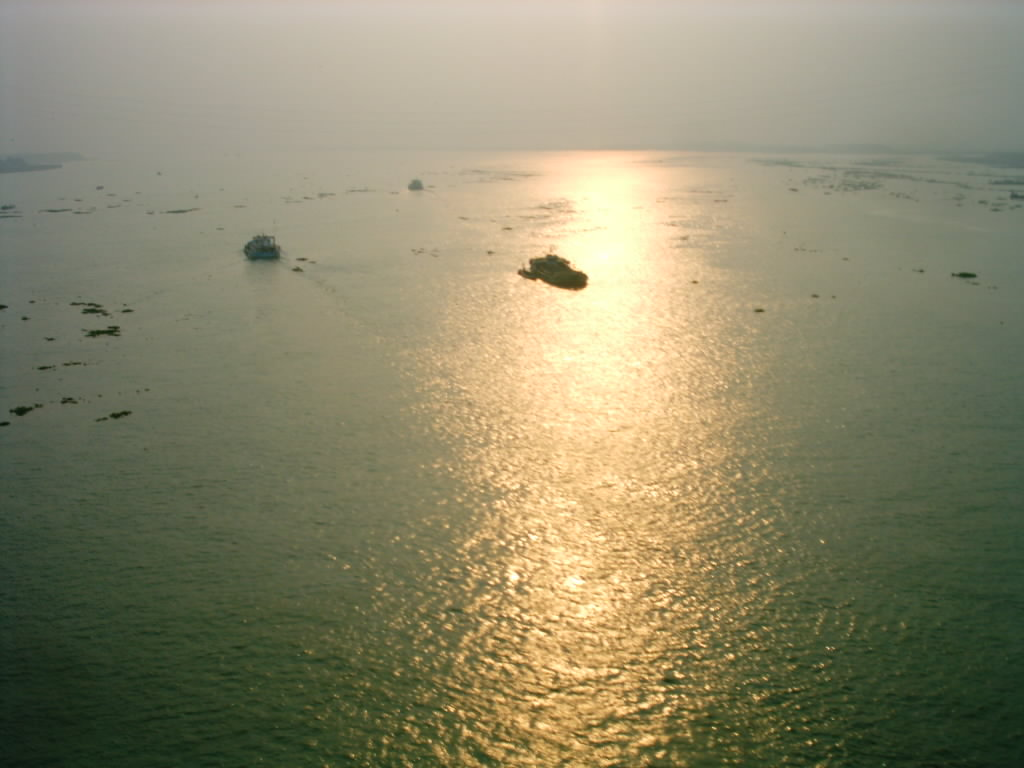
Meghna nhìn từ một cây cầu

Tại Daudkandi, (huyện Comilla), Meghna được sông Gumti nhập vào, làm tăng đáng kể lưu lượng nước của Meghna. Hai cây cầu bắt qua Meghna và Gumti là hai trong số những cây cầu lớn nhất của nước này.
Meghna lại được củng cố bởi sông Dhaleshwari trước Chandpur. Xa hơn nữa, sông Padma - phân lưu lớn nhất của sông Hằng ở Bangladesh, cùng với sông Jamuna (Bangladesh) - phân lưulớn nhất của sông Brahmaputra, nhập vào Meghna tại huyện Chandpur, thành Hạ Meghna.
Khi nước màu nâu và mờ của sông Padma hòa lẫn với nước trong của Thượng Meghna, hai dòng nước không hòa trộn nhưng chảy song song xuống biển làm cho nửa dòng sông trong và nửa dòng kia nâu. Tính đặc thù của con sông này luôn là điểm thu hút lớn cho người dân.
Sau huyện Chandpur, dòng chảy kết hợp của [[[sông Padma]]], sông Jamuna (Bangladesh) và Meghna di chuyển xuống Vịnh Bengal trong một đường hầu như thẳng, đôi khi thỉnh thoảng nhập thêm vào một số dòng sông bao gồm Pagli, Katalia, Dhonagoda, Matlab và Udhamodi. Tất cả những con sông này nhập vào Meghna ở những điểm khác nhau ở hạ lưu.
Gần huyện Bhola, ngay trước khi chảy vào "Vịnh Bengal", dòng sông lại chia thành hai dòng nước chính ở đồng bằng sông Hằng và chia tách một hòn đảo từ cả hai phía của đại lục. Dòng phía tây được gọi là Ilsha trong khi phía đông được gọi là Bamni.